# 올레크 타바코프

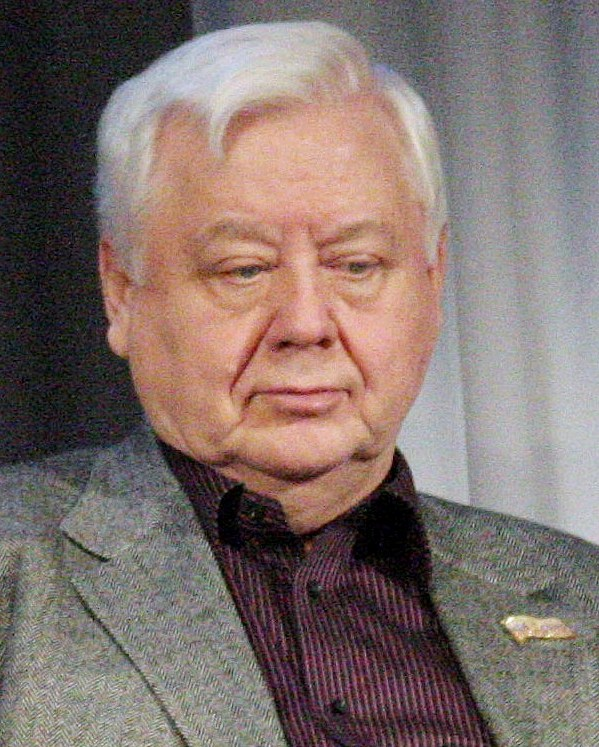

올레크 타바코프(Олег Павлович Табаков, 1935년 8월 17일 ~ 2018년 3월 12일)는 소련의 무대 연출가, 연극 배우, 영화배우, 제작자, 배우, 교사, 영화 프로듀서, 교육자, 텔레비전 배우이다.
사라토프에서 태어났으며 모스크바에서 사망하였다. 사인은 패혈증이다.  노보데비치 묘지에 매장되었다.

## 영화
- 더 키친 인 파리 (2014년)
- 이터널 홈커밍 (2012년)
- 멜로디 포 더 바렐-오르간 (2009년)
- 남과 여 (2008년)
- 테이킹 사이즈 (2001년)
- 이너 써클 (1992년)
- 검은 눈동자 (1987년)
- 모스크바는 눈물을 믿지 않는다 (1980년)
- 오블로모프의 생애 (1979년)
- 피아노를 위한 미완성 희곡 (1977년)
- 더 시크릿 오브 더 아이언 도어 (1970년)
- 빛나라, 빛나라, 나의 별이여 (1969년)
- 전쟁과 평화 4부 (1967년)
- 전쟁과 평화 (1967년)
- 전쟁과 평화 2부 (1966년)
- 전쟁과 평화 1부 (1965년)